# آگرس
آگرس (به اسپانیایی: Agres) دهستانی در استان آلیکانتهٔ اسپانیا است.
در این دهستان ۶۱۹ نفر زندگی می‌کنند. مساحت این دهستان ۲۵٫۶۹ کیلومتر مربع است.